# Wallace D. Hayes
Wallace D. Hayes (1919-2001), profesor emérito en la Universidad de Princeton, realizó notables contribuciones en la comprensión del vuelo supersónico y en el diseño de aeronaves supersónicas.
En una serie de publicaciones realizadas a partir de 1947, con motivo de su doctorado en el Instituto Tecnológico de California, desarrolló una teoría sobre el movimiento de fluidos en regímenes supersónicos conocida como la Regla del Área, que influenció notablemente la construcción de aeronaves de alta velocidad. Sus trabajos sirvieron también para entender el vuelo de alas delta en vuelos a velocidad ligeramente superior a la velocidad del sonido.
Continuó su estudio del flujo supersónico con estudios punteros a finales de la década de 1940 y principios de 1950 sobre el vuelo hipersónico, es decir, a partir de Mach 5 (cinco veces la velocidad del sonido). Desarrolló el Principio de Similitud de Hayes, que permitía, a partir de una serie de ensayos realizados por los ingenieros sobre maquetas, extrapolar esos resultados a configuraciones similares de alas reales.
Realizó importantes contribuciones en la comprensión del 'boom sónico'.

Recibió su educación en California, donde obtuvo su doctorado en físicas magna cum laude por la Universidad Tecnológica de California. Su contribución a la industria aeroespacial comenzó en 1939, cuando entró a formar parte de la plantilla de 'Consolidated Aircraft', y continuó durante la Segunda Guerra Mundial en forma de colaboración con la North American Aviation.
Murió el 2 de marzo de 2001, en Hightstown, Nueva Jersey, a la edad de 82 años.
- Datos: Q73264